# Come Taste the Band
| 평가 점수     | 평가 점수    |
| 출처          | 점수         |
| ------------- | ------------ |
| AllMusic      | [ 4 ]        |
| BBC Music     | (mixed)      |
| Blogcritics   | (average)    |
| Rolling Stone | (favourable) |
| Sputnikmusic  | [ 8 ]        |

《Come Taste the Band》는 영국의 하드 록 밴드 딥 퍼플의 열 번째 스튜디오 음반으로, 1975년 11월 7일에 발매되었다. 밴드와 오랜 동료 마틴 버치가 공동 프로듀싱 및 엔지니어링을 맡았다. 음악적으로는 이전 음반들보다 훨씬 강한 펑크적 색채를 띠고 있다.
딥 퍼플이 1976년 해산하기 전에 제작한 마지막 스튜디오 음반이자, 토미 볼린이 기타를 맡은 밴드의 마크 IV 라인업으로 발표한 유일한 스튜디오 음반이다. 또한 데이비드 커버데일이 리드 보컬, 글렌 휴즈가 베이스/보컬을 맡은 세 번째이자 마지막 음반이기도 하다. 이 음반을 위한 투어에서 밴드의 공연 가능 여부는 볼린의 약물 중독과 휴즈의 코카인 문제에 달려 있었다. 밴드는 그해 해산했고, 곧이어 볼린은 다중 약물 과다복용으로 사망했다.
《Come Taste the Band》는 딥 퍼플의 이전 음반들에 비해 상업적으로 덜 성공했으며, 1970년대에 발매된 딥 퍼플 음반들 가운데 미국 시장에서 특히 낮은 성과를 기록했다. 영국에서는 19위까지 올랐고, 미국에서는 43위를 기록했다. 그러나 이 음반은 호평을 받았으며, 밴드의 스타일 변화를 높게 평가하는 반응도 있었다. 음반의 평판은 엇갈려왔다. 마크 IV 라인업의 멤버들은 그 구성 자체를 딥 퍼플이라고 부를 수 있는지에 대해 의문을 제기하기도 했다.

## 배경
1970년대 중반, 딥 퍼플은 세계에서 가장 유명한 록 밴드 중 하나였다. 그러나 시간이 지나면서 밴드 구성원과 분위기는 변했다. 음악적으로도 이들의 접근 방식은 하드 록에서 블루스, 펑크, 솔로 이동했다. 기타리스트 리치 블랙모어는 후자의 두 음악 요소가 밴드에 도입되는 것에 강하게 반대했고, 결국 1975년에 밴드를 탈퇴하여 자신만의 밴드인 레인보우를 결성했다. 이로 인해 딥 퍼플이 무기한 해체될 것이라는 추측도 일었다. 보컬리스트 데이비드 커버데일은 블랙모어가 자신에게 레인보우에 합류할 것을 제안했지만, 불편하고 부적절하다고 느껴 거절했다고 밝혔다. 블랙모어는 이 거절을 달가워하지 않았다고 한다.
오리지널 멤버였던 존 로드 (오르간)와 이언 페이스 (드럼)는 밴드를 해체할 생각이었다. 그러나 커버데일과 글렌 휴즈 (베이스)가 밴드를 계속 이어가자고 설득했고, 새로운 기타리스트를 뽑기 위한 오디션을 열자고 제안했다. 두 사람은 밴드가 몇 년간의 성공만으로 포기하기에는 이르다고 느꼈다. 매니지먼트 측도 밴드가 계속 활동하기로 한 결정을 매우 지지했다. 커버데일은 밴드 이름을 "퍼플" 또는 "굿 컴퍼니"로 바꿀 것을 제안했지만, 다른 멤버들은 동의하지 않았다. 커버데일과 로드에 따르면, 밴드가 활동을 이어가기로 한 주된 이유는 돈 때문이었다고 한다.

## 커버 아트
음반 제목은 뮤지컬 《카바레》에 나오는 대사 "Come taste the wine"(와인을 맛보라)을 번역한 것이다. 와인을 마시던 중, 토미 볼린이 이 문구를 변형해 "Come taste the band"(밴드를 맛보라)로 바꾸었다. 커버 아트는 캐슬, 채펠 & 파트너스가 제작했으며, 이들은 딥 퍼플의 《Fireball》 음반 커버도 담당한 바 있다. 커버에는 켄 쿠퍼가 서체를 새긴 와인잔이 사용되었다.

## 곡 목록
| #  | 제목                | 작사·작곡                                 | 리드 보컬      | 재생 시간 |
| -- | ------------------- | ----------------------------------------- | -------------- | --------- |
| 1. | 〈Comin' Home〉     | 토미 볼린, 데이비드 커버데일, 이언 페이스 | 커버데일       | 3:55      |
| 2. | 〈Lady Luck〉       | 제프 쿡, 커버데일                         | 커버데일       | 2:48      |
| 3. | 〈Gettin' Tighter〉 | 볼린, 글렌 휴즈                           | 휴즈           | 3:37      |
| 4. | 〈Dealer〉          | 볼린, 커버데일                            | 커버데일, 볼린 | 3:50      |
| 5. | 〈I Need Love〉     | 커버데일, 볼린                            | 커버데일       | 4:23      |

| #  | 제목                               | 작사·작곡            | 리드 보컬      | 재생 시간 |
| -- | ---------------------------------- | -------------------- | -------------- | --------- |
| 6. | 〈Drifter〉                        | 볼린, 커버데일       | 커버데일       | 4:02      |
| 7. | 〈Love Child〉                     | 볼린, 커버데일       | 커버데일       | 3:08      |
| 8. | 〈This Time Around / Owed to 'G'〉 | 휴즈, 존 로드 / 볼린 | 휴즈 / 기악    | 6:10      |
| 9. | 〈You Keep On Moving〉             | 커버데일, 휴즈       | 커버데일, 휴즈 | 5:19      |

## 인증
| 국가                       | 인증 | 판매량/출하량 |
| -------------------------- | ---- | ------------- |
| 오스트레일리아 (ARIA)      | 골드 | 20,000^       |
| 체코                       | 골드 | 50,000        |
| 영국 (BPI)                 | 실버 | 60,000^       |
| ^출하량을 기반으로 한 인증 |      |               |